# أبراهام كايبر
أبراهام كايبر، بالهولندية Abraham Kuijper، (أكتوبر 1837 – 8 نوفمبر 1920)، كان رئيس وزراء هولندا بين عامي 1901 و1905، وكان لاهوتيًا مؤثرًا من الكالفينيين الجدد وصحافيًا أيضًا. أسس الكنائس الإصلاحية في هولندا، والتي أصبحت عند تأسيسها ثاني أكبر طائفة إصلاحية في البلاد بعد الكنيسة الإصلاحية الهولندية المدعومة من الدولة.
بالإضافة إلى ذلك، أسس صحيفة، وأسس الجامعة الحرة بأمستردام والحزب المناهض للثورة. سعى في الشؤون الدينية إلى تكييف الكنيسة الإصلاحية الهولندية مع التحديات التي فرضها فقدان المساعدة المالية الحكومية وزيادة التعددية الدينية في أعقاب الانقسامات التي مرت بها الكنيسة في القرن التاسع عشر وصعود القومية الهولندية وإعادة إحياء البروتستانتية الأرمينية التي رفضت فكرة القدر. استنكر بشدة الحداثة في اللاهوت، أو المسيحية الليبرالية، على أنها بدعة ستختفي مع مرور الزمن. في السياسة، هيمن على الحزب المناهض للثورة (إيه آر بي) منذ تأسيس الحزب في عام 1879 حتى وفاته في عام 1920. شجع العزل المجتمعي للطوائف السياسية، وهو التعبير الاجتماعي عن التعارض بين الطوائف في الحياة العامة، إذ كان لكل من العناصر البروتستانتية والكاثوليكية والعلمانية مدارس وجامعات ومنظمات اجتماعية مستقلة.

## الحياة السياسية

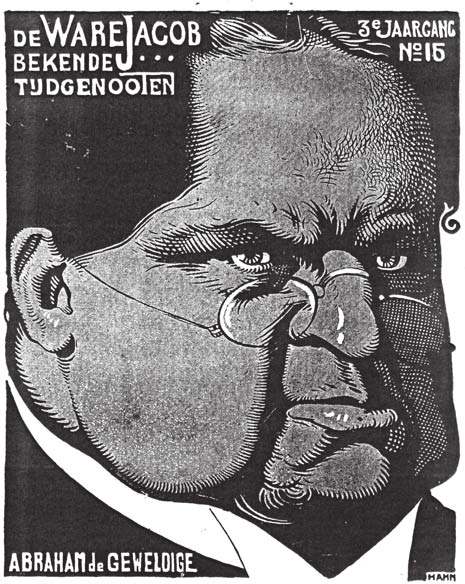
كاريكاتير لكايبر رسمه ألبرت هان، من طبعة عام 1904 للمجلة الساخرة يعقوب الحقيقي (دي فاري ياكوب)

### رئيس وزراء
أعيد انتخاب كايبر في انتخابات عام 1901، متغلبًا على الليبرالي دي كليرك. هُزم مرة أخرى في أمستردام، إذ هزمه نولتينغ، الليبرالي الحر. لم يشغل مقعده في البرلمان، إذ عُيِّن بدلًا من ذلك مسؤولًا عن تشكيل الحكومة، وعُيّن لاحقًا رئيسًا للوزراء في الحكومة الهولندية. شغل أيضًا منصب وزير الشؤون الداخلية. أراد في الأصل أن يصبح وزيرًا للعمل والمشاريع، ولكن لم يرد أي من ماكاي أو هيمسكيرك، معارضي الثورة البارزين، أن يصبح وزيرًا للشؤون الداخلية، ما أجبره على تولي الحقيبة الوزارية. أظهر كايبر خلال فترة عمله رئيسًا للوزراء أسلوبًا قويًا في القيادة: غيّر النظام الداخلي لمجلس الوزراء ليصبح رئيسًا لمجلس الوزراء لمدة أربع سنوات (كانت رئاسة مجلس الوزراء قبله تتناوب بين أعضائها).

كانت حقيبة الشؤون الداخلية في ذلك الوقت واسعة جدًا: شملت الحكومة المحلية والعلاقات الصناعية والتعليم والأخلاق العامة. كان إضراب السكك الحديدية في عام 1903 من القضايا الحاسمة لحكومته. قدم كايبر العديد من القوانين القاسية جدًا لإنهاء الإضرابات (ما يسمى بقوانين الخنق، أو بالهولندية worgwetten)، ودفع تلك القوانين من خلال البرلمان. اقترح أيضًا تشريعات لتحسين ظروف العمل، ولكن لم يوافق البرلمان سوى على قوانين صيد الأسماك وبناء الموانئ. في مجال التعليم، عمل كايبر على تغيير عدد كبير من قوانين التعليم لتحسين الوضع المالي للمدارس الدينية. هُزم قانونه الخاص بالتعليم العالي، والذي كان ليجعل شهادات الجامعات القائمة على العقيدة مساوية لشهادات الجامعات الحكومية، في مجلس الشيوخ. نتيجةً لذلك، حل كايبر مجلس الشيوخ، وقُبِل التشريع بعد انتخاب مجلس جديد. شارك أيضًا في السياسة الخارجية بصورة فاعلة، ما منحه لقب «وزير السفريات الخارجية».

## فهرست
كتب كاوبر عدة كتب سياسية ولاهوتية:
- Disquisitio historico-theologica, exhibens Johannis Calvini et Johannis à Lasco de Ecclesia Sententiarum inter se compositionem (Theological-historical dissertation showing the differences in the rules of the church, between John Calvin and John Łaski; his dissertation, 1862)
- Conservatisme en Orthodoxie (Conservatism and Orthodoxy; 1870)
- Het Calvinisme, oorsprong en waarborg onzer constitutionele vrijheden. Een nederlandse gedachte (Calvinism; the source and the safeguard of our constitutional freedoms. A Dutch thought; 1874)
- Ons Program (Our program; ARP political program, 1879)
- Antirevolutionair óók in uw huisgezin (Anti-revolutionary in your family too; 1880)
- Soevereiniteit in eigen kring (Sovereignty in its own circle; 1880)
- Handenarbeid (1889; Manual Labour)
- Maranatha (1891)
- Het sociale vraagstuk en de Christelijke Religie (The Social Question and the Christian Religion; 1891)
- Encyclopaedie der Heilige Godgeleerdheid (Encyclopedia of Sacred Theology; 1893–1895)
- Calvinisme (Lectures on Calvinism; six Stone lectures  [لغات أخرى]‏ Kuyper held at مدرسة برينستون اللاهوتية  [لغات أخرى]‏ in 1898)
- The South African Crisis (1900)
- De Gemene Gratie (Common Grace; 1902–1905)
- Parlementaire Redevoeringen (parliamentary speeches; 1908–1910)
- Starrentritsen (1915)
- Antirevolutionaire Staatkunde (Anti-revolutionary politics; 1916–1917)
- Vrouwen uit de Heilige schrift (Women from the Holy scripture; 1897)

## روابط خارجية
- أبراهام كايبر على موقع الموسوعة البريطانية (الإنجليزية)

## مزيد من القراءة
- Bratt, James D. Abraham Kuyper: Modern Calvinist, Christian Democrat (2013)
- Charles Bloomberg (1990). Christian-Nationalism and the Rise of the Afrikaner Broederbond, in South Africa, 1918-48. London: The Macmillan Press. ISBN:0-333-48706-0.
- Tjitze Kuipers, Abraham Kuyper: An Annotated Bibliography 1857-2010. Foreword by George Harinck  (Leiden, Brill, 2011) (Brill's Series in Church History, 55).